# Fragment Muratorià
El fragment Muratorià, o fragment de Muratori, també anomenat cànon muratorià és la llista més antiga coneguda de llibres considerats canònics del Nou Testament. A la llista hi figuren els noms dels llibres que l'autor considerava admissibles, amb alguns comentaris. Està escrit en llatí i fou descobert per Ludovico Antonio Muratori (1672-1750) a la Biblioteca Ambrosiana de Milà, i publicat el 1740.
El manuscrit en què figura el Fragment Muratorià data del segle vii, però la llista s'ha datat al voltant de l'any 170, ja que esmenta com a recent el papat de Pius I, mort l'any 157 («Però el Pastor fou escrit per Hermes a la ciutat de Roma bastant recentment, en els nostres propis dies, quan el seu germà Pius ocupava la cadira de bisbe a l'Església de la ciutat de Roma»).

## Contingut
Els llibres canònics esmentats en aquesta llista són aproximadament els mateixos que els canònics del Nou Testament, amb algunes variacions. El Fragment accepta quatre evangelis, dos d'ells són de Lluc i de Joan -falta el principi del manuscrit, a on hi hauria els noms dels dos primers-, els Fets dels Apòstols, i 13 epístoles de Pau (no esmenta l'Epístola als Hebreus). Considera com a falsificacions les epístoles suposadament escrites per Pau als laodicencs i als alexandrins. Només esmenta dues epístoles de Joan, sense descriure-les. Figura també al fragment, com a canònic, l'Apocalipsi de Pere, però amb certes reserves ("el qual alguns dels nostres no permeten que sigui llegit en l'Església").

## Text traduït al català
... en aquests, si més no, ell hi era present, i així els anotà.
El tercer evangeli és l'escrit segons Lluc.
Després de l'ascensió de Crist, Lluc el metge, el qual Pau havia portat amb ell com a expert jurídic, va escriure en el seu propi nom concordant amb l'opinió de [Pau]. Si més no, ell mateix mai va veure el Senyor en la carn i, per tant, segons pogué seguir..., començar a explicar-lo des del naixement de Joan.
El quart evangeli és de Joan, un dels deixebles.
Quan els seus condeixebles i bisbes l'animaren, Joan digué: "Dejuneu junt amb mi durant tres dies a partir d'avui, i, el que ens sigui revelat, expliquem-lo els uns als altres". Aquella mateixa nit li fou revelat a Andreu, un dels apòstols, que Joan hauria d'escriure tot en nom propi, i que ells haurien de revisar-li. Per tant, encara que ensenyen inicis diferents per als diversos llibres de l'evangeli, no fa diferència per la fe dels creients, ja que en cada un d'ells tot ha estat declarat per un sol Esperit, referent a la seva nativitat, passió, i resurrecció, la seva associació amb els seus deixebles, el seu doble adveniment -el primer en humilitat, quan fou rebutjat, el qual ja passà; el segon en poder real, la seva tornada. No és d'estranyar, per tant, que Joan presentés de forma tan constant els detalls per separat en les seves cartes també, dient de si mateix: "El que hem vist amb els nostres ulls i amb les nostres oïdes i hem tocat amb les nostres mans, aquestes coses hem escrit". Perquè d'aquesta manera vol ser no només un espectador sinó un que escoltà, i també un que escrigué de forma ordenada els fets meravellosos referents al nostre Senyor.
Els Fets de tots els apòstols han estat escrits en un llibre. Dirigint-se a l'excel·lentíssim Teòfil, Lluc inclou una per una les coses que foren fetes davant dels seus propis ulls, el que ell mostra clarament en ometre la passió de Pere, i també la sortida de Pau en partir de la ciutat vers Hispània.
Quant a les cartes de Pau, elles mateixes mostren als que desitgen entendre des de quin lloc i amb quin fi foren escrites. En primer lloc als Corintis prohibint divisions i heretgies; després als Gàlates [prohibint] la circumcisió; als Romans escrivia extensament referent de l'ordre de les escriptures i també insistint que Crist fos el tema central d'aquestes. Ens és necessari donar un informe ben argumentat de tots aquests, ja que el beneït apòstol Pau mateix, seguint l'ordre del seu predecessor Joan, però sense esmentar-lo, escriu a set esglésies en el següent ordre: primer als Corintis, segon als Efesis, en tercer lloc als Filipencs, en quart lloc als Colossencs, en quint lloc als Gàlates, en sext lloc als Tessalonicencs, i en sèptim lloc als Romans. Encara que [el missatge] es repeteixi als Corintis i als Tessalonicencs per la seva reprovació, es reconeix una església com difosa a través del món sencer. Perquè també Joan, encara que escriu a set esglésies en l'Apocalipsi, si més no escriu a totes. A més a més, [Pau escriu] una [carta] a Filemó, una a Titus, dos a Timoteu, amb amor i afecte; però han estat santificades per l'honor de l'església catòlica en la regulació de la disciplina eclesiàstica.
Es diu que existeix una altra carta en nom de Pau als Laodicencs, i una altra als Alexandrins, falsificades segons l'heretgia de Marció, i moltes altres coses que no poden ser rebudes per l'església catòlica, ja que no és apropiat que el verí es mescli amb la mel.
Però la carta de Judes i les dues escrites amb el nom de Joan han estat acceptades en l'[església] catòlica; la Saviesa també, escrita pels amics de Salomó en el seu honor. L'Apocalipsi de Joan també rebem, i el de Pere, el qual alguns dels nostres no permeten de ser llegit en l'església. Però el Pastor que fou escrit per Hermes en la ciutat de Roma bastant recentment, en els nostres propis dies, quan el seu germà Pius ocupava la cadira del bisbe en l'església de la ciutat de Roma; per tant sí pot ser llegit, però no pot ser donat a la gent a l'església, ni entre els profetes, ja que el seu nombre és complet, ni entre els apòstols al final dels temps.
Però no rebem cap dels escrits d'Arsino o Valentí o Miltiado en absolut. També han compost un llibre de salms per Marció [que rebutgem] junt amb Basildo [i] el fundador asiàtic dels Catafrigis.

## Importància
El fragment de Muratori demostre la voluntat dels cristians del segle ii de fer una tria entre els nombrosos texts que circulaven a l'època. És el més antic escrit del cànon del nou testament conegut avui dia.

## Vegeu
- Decret Gelasianum